# Pascal Couchepin
Pascal Roger Couchepin, född 5 april 1942 i Martigny i kantonen Valais, är en schweizisk politiker. Han var ledamot i Schweiz förbundsråd 1998–2009 vars ordförande – och därmed landets förbundspresident – han var åren 2003 och 2008. Han är medlem i partiet FDP – Liberalerna.

## Politisk karriär
- Ledamot i kommunfullmäktige i Martigny 1968–?
- Viceborgmästare i Martigny 1976–1983
- Borgmästare i Martigny 1984–1998
- Ledamot i Nationalrådet 1979–1998
- Ledamot i Förbundsrådet 1998–2009

### Federala ministerposter
- Näringsminister 1998–2002
- Inrikesminister 2003–2009

### Schweiz president och vicepresident
- Förbundspresident 2003 och 2008
- Vicepresident 2002 och 2007